# Discographie de Ghost
La discographie de Ghost, groupe de rock suédois, se compose de cinq albums studio, un album live, quatre Extended play (EP), treize singles et quatorze clips. 
Formé à Linköping en 2008, Ghost est composé de six membres anonymes - le chanteur Papa Emeritus (personnage du chanteur suédois Tobias Forge) et cinq instrumentistes connus sous le nom de Nameless Ghouls. Après une démo auto-publiée, le groupe sort son premier album Opus Eponymous sur Rise Above Records en octobre 2010 qui a atteint le numéro 30 sur le Chart des albums suédois. Le single Elizabeth, chanson traitant le mythe d'Élisabeth Báthory, sort en juin 2010. 
En janvier 2013, le groupe revient avec un nouveau personnage pour le chanteur, Papa Emeritus II et sort en avril de la même année son deuxième album Infestissumam. L'album arrive en tête du classement des albums suédois et a atteint le top 10 en Finlande et en Norvège,. En octobre 2014, l'album est certifié disque d'or par la Fédération internationale de l'industrie phonographique (IFPI) en Suède, attestant de ventes à plus de 20 000 exemplaires dans le pays d'origine du groupe. Le single principal d' Infestissumam, Secular Haze, atteint le numéro 22 du classement des charts finlandais. Le groupe sort par la suite If You Have Ghost, un EP composé de cinq reprises, en novembre 2013 qui atteint la 87e place sur le US Billboard 200. 
Le personnage Papa Emeritus III prend la place de chanteur en mai 2015, lorsque le groupe sort le single Cirice suivi de From the Pinnacle to the Pit en juillet, tous deux atteignant le top 5 du Billboard Mainstream Rock Songs. Le troisième album de Ghost, Meliora, sort en août et arrive en tête des palmarès des albums en Suède et en Finlande, et est certifié disque de platine en Suède. Un deuxième EP, Popestar, sort en septembre 2016. Il devient le premier EP à figurer en tête du Billboard Top Rock Albums depuis le début du palmarès en 2006 tandis que le titre Square Hammer atteint la première place du palmarès US Mainstream Rock. 
Le 1er juin 2018, Ghost sort son quatrième album, Prequelle, précédé par les singles Rats et Dance Macabre en avril. Le nouveau personnage du chanteur, toujours interprété par Tobias Forge, se nomme cette fois Cardinal Copia. 
Le 13 septembre 2019, Ghost sort Seven Inches of Satanic Panic, EP à deux pistes et single.
Le 11 mars 2022, le Groupe sort son cinquième album studio, Impera, précédé des singles Hunters Moon, sorti le 30 septembre 2021 et figurant sur la bande originale du film Halloween Kills, Call Me Little Sunshine, sorti le 20 janvier 2022, et Twenties, le 2 mars. Le single Spillways sort après la sortie de l'album, le 27 juillet 2022.

## Albums studio
| Titre                                                                                             | Détails de l'album                                                            | Positions maximales sur le graphique | Positions maximales sur le graphique | Positions maximales sur le graphique | Positions maximales sur le graphique | Positions maximales sur le graphique | Positions maximales sur le graphique | Positions maximales sur le graphique | Positions maximales sur le graphique | Positions maximales sur le graphique | Positions maximales sur le graphique | Positions maximales sur le graphique | Certifications      |
| Titre                                                                                             | Détails de l'album                                                            | Suède                                | AUS                                  | BEL Flandre                          | BEL Wallonie                         | CAN                                  | Finlande                             | GER ,                                | GRE                                  | NED                                  | NOR                                  | Royaume-Uni ,                        | Certifications      |
| ------------------------------------------------------------------------------------------------- | ----------------------------------------------------------------------------- | ------------------------------------ | ------------------------------------ | ------------------------------------ | ------------------------------------ | ------------------------------------ | ------------------------------------ | ------------------------------------ | ------------------------------------ | ------------------------------------ | ------------------------------------ | ------------------------------------ | ------------------- |
| Opus Eponymous                                                                                    | - Sortie: 18 octobre 2010 - Label: Rise Above - Formats: CD, LP, DL           | 30                                   | -                                    | -                                    | 183                                  | -                                    | -                                    | 90                                   | -                                    | -                                    | -                                    | -                                    |                     |
| Infestissumam                                                                                     | - Sortie: 10 avril 2013 - Labels: Loma Vista, Universal - Formats: CD, LP, DL | 1                                    | 62                                   | 189                                  | 150                                  | -                                    | 5                                    | 85                                   | -                                    | -                                    | 8                                    | 58                                   | - IFPI SWE: Or      |
| Meliora                                                                                           | - Sortie: 21 août 2015 - Labels: Loma Vista, Universal - Formats: CD, LP, DL  | 1                                    | 20                                   | 21                                   | 23                                   | 9                                    | 1                                    | 19                                   | 10                                   | 6                                    | 2                                    | 23                                   | - IFPI SWE: Platine |
| Prequelle                                                                                         | - Sortie: 1er juin 2018 - Labrel: Loma Vista - Formats: CD, LP, DL, 8T, CT    | 1                                    | 7                                    | 4                                    | 5                                    | 6                                    | 1                                    | 2                                    | 8                                    | 14                                   | 1                                    | 10                                   |                     |
| Impera                                                                                            | - Sortie: 11 mars 2022 - Label: Loma Vista - Formats: CD, LP, DL              | 1                                    | 3                                    | 2                                    | 2                                    | 3                                    | 1                                    | 2                                    | 1                                    | 2                                    | 2                                    | 2                                    |                     |
| Skeletá                                                                                           | - Sortie: 25 avril 2025 - Label: Loma Vista - Formats: CD, LP, DL, CT         | —                                    | —                                    | —                                    | —                                    | —                                    | —                                    | —                                    | —                                    | —                                    | —                                    | —                                    |                     |
| "-" indique une version qui n'a pas été enregistrée ou qui n'a pas été publiée dans cette région. |                                                                               |                                      |                                      |                                      |                                      |                                      |                                      |                                      |                                      |                                      |                                      |                                      |                     |

## Albums live
| Titre                 | Détails de l'album                                                                    | Positions maximales sur le graphique | Positions maximales sur le graphique | Positions maximales sur le graphique | Positions maximales sur le graphique | Positions maximales sur le graphique | Positions maximales sur le graphique | Positions maximales sur le graphique | Positions maximales sur le graphique | Positions maximales sur le graphique | Positions maximales sur le graphique |
| Titre                 | Détails de l'album                                                                    | Suède                                | BEL Floride                          | BEL Wal.                             | ESP                                  | Finlande                             | FRA                                  | GER                                  | NED                                  | Norvège                              | Suisse                               |
| --------------------- | ------------------------------------------------------------------------------------- | ------------------------------------ | ------------------------------------ | ------------------------------------ | ------------------------------------ | ------------------------------------ | ------------------------------------ | ------------------------------------ | ------------------------------------ | ------------------------------------ | ------------------------------------ |
| Ceremony and Devotion | - Sortie: 8 décembre 2017 - Étiquettes: Loma Vista, Concord - Formats: CD, LP, 8T, DL | 2                                    | 71                                   | 49                                   | 82                                   | 13                                   | 49                                   | 53                                   | 124                                  | 18                                   | 61                                   |
| Rite Here Rite Now    | - Sortie: 26 juillet 2024 - Labels: Loma Vista - Formats: CD, LP, DL                  | 1                                    | 17                                   | 13                                   | —                                    | 19                                   | —                                    | 6                                    | 8                                    | —                                    | 9                                    |

## EP
| Titre                                                                                             | Détails de l'album                                                                      | Pics de graphique | Pics de graphique | Pics de graphique | Pics de graphique | Pics de graphique | Pics de graphique | Pics de graphique | Pics de graphique | Pics de graphique   | Pics de graphique |
| Titre                                                                                             | Détails de l'album                                                                      | Suède             | Suède Roche       | Can               | Fin               | FRA               | NZ Chaleur.       | SCO               | Royaume-Uni ,     | Royaume-Uni Roche , | États-Unis        |
| ------------------------------------------------------------------------------------------------- | --------------------------------------------------------------------------------------- | ----------------- | ----------------- | ----------------- | ----------------- | ----------------- | ----------------- | ----------------- | ----------------- | ------------------- | ----------------- |
| If You Have Ghost                                                                                 | - Sortie: 19 novembre 2013 - Étiquettes: Loma Vista, Universal - Formats: CD, 12 ", DL  | -                 | -                 | -                 | -                 | -                 | -                 | -                 | -                 | 11                  | 87                |
| Popestar                                                                                          | - Sortie: 16 septembre 2016 - Étiquettes: Loma Vista, Universal - Formats: CD, 12 ", DL | 3                 | 1                 | 7                 | 12                | 27                | 7                 | 32                | 85                | 6                   | 16                |
| Seven Inches of Satanic Panic                                                                     | - Sortie: 13 septembre 2019 - Étiquettes: Loma Vista, Universal - Formats: CD, 7", DL   | -                 | -                 | -                 | -                 | -                 | -                 | -                 | -                 | -                   | -                 |
| Phantomime                                                                                        | - Sortie: 19 mai 2023 - Étiquettes: Loma Vista, Universal - Formats: CD, 12", DL        | 1                 | 1                 | -                 | 6                 | 18                | -                 | 3                 | 8                 | 3                   | 7                 |
| "-" indique une version qui n'a pas été enregistrée ou qui n'a pas été publiée dans cette région. |                                                                                         |                   |                   |                   |                   |                   |                   |                   |                   |                     |                   |

## Chansons
| Title                                                                      | Year | Peak chart positions | Peak chart positions | Peak chart positions | Peak chart positions | Peak chart positions | Peak chart positions | Peak chart positions | Peak chart positions | Peak chart positions | Peak chart positions | Album                         |
| Title                                                                      | Year | Suède                | BEL Fla.             | CAN Rock             | FIN                  | MEX Air.             | US Hard Digi.        | US Main.             | US Rock              | US Rock Air.         | US Rock Digi.        | Album                         |
| -------------------------------------------------------------------------- | ---- | -------------------- | -------------------- | -------------------- | -------------------- | -------------------- | -------------------- | -------------------- | -------------------- | -------------------- | -------------------- | ----------------------------- |
| Elizabeth                                                                  | 2010 | —                    | —                    | —                    | —                    | —                    | —                    | —                    | —                    | —                    | —                    | Opus Eponymous                |
| Secular Haze                                                               | 2012 | —                    | —                    | —                    | 22                   | —                    | —                    | —                    | —                    | —                    | —                    | Infestissumam                 |
| Year Zero                                                                  | 2013 | —                    | —                    | —                    | —                    | —                    | —                    | —                    | —                    | —                    | —                    | Infestissumam                 |
| Cirice                                                                     | 2015 | —                    | —                    | 50                   | —                    | —                    | —                    | 4                    | 46                   | 24                   | —                    | 'Meliora                      |
| From the Pinnacle to the Pit                                               | 2015 | —                    | —                    | —                    | —                    | 44                   | —                    | 5                    | —                    | 22                   | —                    | 'Meliora                      |
| Majesty                                                                    | 2015 | —                    | —                    | —                    | —                    | —                    | —                    | —                    | —                    | —                    | —                    | 'Meliora                      |
| Square Hammer                                                              | 2016 | 75                   | —                    | 29                   | —                    | 38                   | 7                    | 1                    | 23                   | 13                   | 36                   | Popestar                      |
| Rats                                                                       | 2018 | 83                   | —                    | —                    | —                    | —                    | 4                    | 1                    | 16                   | 11                   | 13                   | Prequelle                     |
| Dance Macabre                                                              | 2018 | 68                   | —                    | —                    | —                    | —                    | 6                    | 1                    | 17                   | 14                   | 22                   | Prequelle                     |
| Faith                                                                      | 2019 | 100                  | —                    | —                    | —                    | —                    | —                    | 6                    | —                    | 28                   | —                    | Prequelle                     |
| Kiss the Go-Goat                                                           | 2019 | —                    | —                    | —                    | —                    | —                    | —                    | —                    | 17                   | —                    | —                    | Seven Inches of Satanic Panic |
| Mary on a Cross                                                            | 2019 | —                    | —                    | —                    | —                    | —                    | —                    | —                    | 29                   | —                    | —                    | Seven Inches of Satanic Panic |
| "—" denotes a release that did not chart or was not issued in that region. |      |                      |                      |                      |                      |                      |                      |                      |                      |                      |                      |                               |

## Autres chansons arrivés dans les charts
| Titre         | Année | Pics  | Pics                | Album     |
| Titre         | Année | Suède | BEL Wal.            | Album     |
| ------------- | ----- | ----- | ------------------- | --------- |
| He is         | 2015  | 64    | [alpha supérieur 8] | Meliora   |
| See the Light | 2018  | -     | -                   | Prequelle |
| Pro Memoria   | 2018  | -     | -                   | Prequelle |
| Miasma        | 2018  | -     | -                   | Prequelle |
| Witch Image   | 2018  | -     | -                   | Prequelle |
| Life Eternal  | 2018  | -     | -                   | Prequelle |

## Clips
| Titre                        | Année | Album                                                   | Directeur(s)    | Réf.   |
| ---------------------------- | ----- | ------------------------------------------------------- | --------------- | ------ |
| Secular Haze                 | 2013  | Infestissumam                                           | Amir Chamdin    |        |
| Year Zero                    | 2013  | Infestissumam                                           | Amir Chamdin    |        |
| Monstrance Clock             | 2013  | Infestissumam                                           | Rob Semmer      |        |
| Cirice                       | 2015  | Meliora                                                 | Roboshobo       |        |
| From the Pinnacle to the Pit | 2015  | Meliora                                                 | Zev Deans       |        |
| Square Hammer                | 2016  | Popestar                                                | Zev Deans       | [ 43 ] |
| He is                        | 2017  | Meliora                                                 | Zev Deans       | [ 44 ] |
| Rats                         | 2018  | Prequelle                                               | Roboshobo       | [ 45 ] |
| Dance Macabre                | 2018  | Prequelle                                               | Zev Deans       | [ 46 ] |
| Kiss the Go-Goat             | 2019  | Seven Inches of Satanic Panic                           |                 | [ 47 ] |
| Hunter's Moon                | 2021  | Impera                                                  | Amanda Demme    | [ 48 ] |
| Jesus He Knows Me            | 2023  | Phantomime                                              | Alex Ross Perry | [ 49 ] |
| Mary On A Cross              | 2024  | Rite Here Rite Now (Original Motion Picture Soundtrack) | Sean Donnelly   | [ 50 ] |
| The Future Is A Foreign Land | 2024  | Rite Here Rite Now (Original Motion Picture Soundtrack) | Sean Donnelly   | [ 51 ] |
| Satanized                    | 2025  | Skeletá                                                 | Amir Chamdin    | [ 52 ] |